# Максимов, Кирилл Николаевич
Кирилл Николаевич Максимов (род. 1 июня 1999, Москва) — российский хоккеист, нападающий.

## Биография
Занимался в школе ЦСКА. В 2014 году уехал в Северную Америку, где играл за команду Хоккейной лиги Большого Торонто (GTHL) «Торонто Канадиенс». Играл за команды OHL «Сагино Спирит» (2015/16 — 2016/17) и «Ниагара АйсДогз» (2016/17 — 2018/19). На драфте НХЛ 2017 года был выбран в 5-м раунде под общим 146-м номером клубом «Эдмонтон Ойлерз». Сезон 2019/20 провёл в фарм-клубе «Эдмонтона» «Бейкерсфилд Кондорс» в AHL. Перед сезоном 2020/21 на правах аренды перешёл в ЦСКА. Провёл 16 матчей в КХЛ и 25 — в ВХЛ за «Звезду». 27 декабря 2021 года перешёл в клуб высшей лиги Финляндии «Юкурит». 20 июля 2022 года был отдан из ЦСКА в годичную аренду в «Барыс». 11 июля 2023 года перешёл в нижегородское «Торпедо». 17 октября 2023 года был обменян в «Адмирал». Проведя два матча, 17 декабря покинул клуб и перешёл в клуб ВХЛ «Югра».
Участник юниорского чемпионата мира 2016 года. Бронзовый призёр юниорского чемпионата мира 2017 года.